# 大阪市立西高等学校
大阪市立西高等学校（おおさかしりつにしこうとうがっこう）は、大阪府大阪市西区にあった市立の高等学校。

## 概要
1921年に創立し、1948年に学制改革によって大阪市立西商業高等学校となり、1994年に大阪市立西高等学校に改編された。
1994年度から2019年度の入学生については、英語科（普通科系）・流通経済科（商業科系）・情報科学科（工業科系）の異なる分野の3学科を併置し、総合制高等学校と称していた。総合制当時、1年生のクラスについては学科の枠を超えたミックスホームルーム制度をとり、3学科の生徒混合で学級を編成し、1年生の共通科目は3学科合同の学級で受講していた。2・3年生では、所属とは異なる学科の授業も一部で選択可能だった。総合制およびそれに類するシステムは、当時大阪府内の公立高校では唯一だった。
2020年度・2021年度入学生については教育情報科1学科に再編された。教育情報科では、情報活用能力や英語ベースのコミュニケーション能力などを学び、グローバル社会でリーダーとして活躍できる人材の育成を目指すとしている。
大阪市の普通科系高等学校再編計画により2022年度に大阪市立南高等学校・大阪市立扇町総合高等学校と統合することに伴い、2021年度入学生を最後に新入生募集を停止した。2021年度までに入学した在校生の学籍は卒業まで西高等学校のままだが、2022年度に府立に移管し、また2022年度以降は統合で新設される大阪府立桜和高等学校の校舎（現在の扇町総合高等学校の場所、大阪市北区松ヶ枝町）に移転して学習し、2024年3月に閉校した。

## 沿革
1921年4月4日に大阪市立西区商業学校として、現在の西区北堀江4丁目に創立した。1921年2月に西区会が「同年4月より商業学校を開設する」決議をおこない、区の経費で設置した。 学校敷地は、当地にあった西区第二高等小学校の教室の一部を転用して発足し、その後同高等小学校が1923年に廃止されたことに伴って敷地をすべて継承・転用した。1921年5月2日に開校式をおこない、この日を創立記念日とした。
当初は西区が運営にあたっていたが、1940年には大阪市の直営となり、西区が所有していた校舎・土地や中百舌鳥郊外運動場など学校にかかる財産は1940年10月31日付で大阪市に移管された。1943年に大阪市立西商業学校に改称した。
1948年に学制改革により大阪市立西商業高等学校が発足し、大阪市立西華高等学校（旧制大阪市立西華高等女学校）の生徒の編入によって男女共学を実施した。当初は商業科と普通科を併設した。また、当時大阪市立西華高等学校に同居していた大阪市立下福島高等学校（旧制下福島高等女学校）の授業委託も受けていた。
1950年には大阪市立西高等学校へと改称した。しかし1958年には商業科の比率を増やす形で、再び大阪市立西商業高等学校へと改称されている。普通科は1980年に募集停止となり、学年進行で普通科生徒がすべて卒業した1982年度以降は商業科単科の高校となった。
この間の1952年には、大阪市立住吉商業高等学校定時制課程を合併・移管する形で定時制課程を設置した。定時制課程は翌1953年、大阪市立西第二高等学校（1958年西第二商業高等学校へ改称）として独立し、敷地を2校で共有する形になった。
1994年に大阪市立西高等学校に改称した。これに伴い従来の商業科を募集停止し、英語科、流通経済科、情報科学科の3学科を設置する総合制高等学校へと改編された。

### 学校統合
大阪市教育委員会は2010年代に入り、大阪市立の普通科系高等学校の再編方針を打ち出した。背景には、少子化の進行による生徒数の減少や、大阪府教育委員会と大阪市教育委員会が連携して2013年11月に打ち出した「2018年度までに府立・大阪市立あわせて7校程度の公立高校統廃合を検討する」方針があった。
大阪市高等学校教育審議会は2017年1月23日、「本市普通科系高等学校の在り方について（第12次答申）」を大阪市教育委員会に提出した。答申では、市立普通科系高等学校7校を設置学科の特徴によって「スポーツ体育系」「理数系」「言語系・実業系および総合学科」の3グループに分類し、「言語系・実業系および総合学科」の同一グループに分類された大阪市立南高等学校・大阪市立扇町総合高等学校および大阪市立西高等学校について、英語力やICT活用力・市立としての強みを生かした高大連携などをおこなう新たな普通科系高等学校としての検討を提言した。
2017年7月14日の大阪市教育委員会議において、西高等学校・南高等学校・扇町総合高等学校を統合し、2022年4月1日に従来の扇町総合高等学校の校地（北区松ヶ枝町）に新しい普通科系高校を開校させる計画が原案どおり了承された。
統合方針に伴い、統合対象の3校についても2020年度および2021年度入学者に関する学科の再構成や入学者選抜の変更がおこなわれ、2018年10月2日の大阪市教育委員会会議で基本方針が承認された。新普通科系高校では「教育」に関する内容を学習の軸に据えることに対応する形で、統合対象の3校の新学科についても教育に関連する内容を取り入れた学習内容とした。これに伴い、西高等学校は2020年度より教育情報科（2学級）を設置し、従来の英語科・流通経済科・情報科学科（各学科2学級ずつ、計6学級）は募集停止となった。
統合新校の名称はその後、2020年5月に「桜和（おうわ）高等学校」に決定した。2020年5月26日に大阪市会で統廃合関連の条例案が可決されたことにより、2022年4月1日付での桜和高等学校の設置と、西高等学校が桜和高等学校敷地に移転することが正式に決定した。
また大阪市と大阪府の方針により、大阪市立の高等学校全校を大阪府に移管する方針が具体化し、2020年12月に大阪市会および大阪府議会で移管に関連する条例が可決された。これに伴い大阪市立の高等学校全校は2022年度より大阪府に移管されることになった。2022年度2・3学年が在籍する西高等学校についても大阪府立となり、最後の学年が卒業する2024年3月に閉校した。

### 年表
- 1921年4月4日 - 大阪市立西区商業学校として創立。
- 1921年5月2日 - 開校式を実施。この日を創立記念日とする。
- 1943年4月1日 - 大阪市立西商業学校と改称。
- 1948年 - 学制改革により大阪市立西商業高等学校となる。大阪市立西華高等学校（大阪市立西華高等女学校）の女子生徒の転籍により男女共学を実施。大阪市立下福島高等学校の授業委託を受ける。
- 1950年4月1日 - 大阪市立西高等学校と改称。
- 1951年 - 大阪市立西華高等学校・大阪市立下福島高等学校を合併。
- 1952年4月1日 - 定時制課程を設置。
- 1953年4月1日 - 定時制課程が大阪市立西第二高等学校として分離独立。
- 1958年4月1日 - 大阪市立西商業高等学校と改称。
- 1980年 - 普通科を募集停止。
- 1994年4月1日 - 大阪市立西高等学校へ改編。商業科を募集停止。英語科、流通経済科、情報科学科を新設。新校舎竣工。
- 2020年4月1日 - 英語科、流通経済科、情報科学科を募集停止。教育情報科を新設。
- 2021年 - この年の入学試験を最後に募集停止。
- 2022年4月- 大阪府に移管。大阪府立桜和高等学校へ統合。大阪府立西高等学校に校名変更し、在校生は桜和高等学校敷地（従来の大阪市立扇町総合高等学校敷地）に移転。
- 2024年3月31日 - 閉校。

## 跡地の使用状況
2022年度以降使用されなくなる西区の校舎・敷地については、大阪市立堀江中学校の移転用地および大阪市立堀江小学校地域分校用地として使用している。
大阪市立堀江中学校は2022年8月、西高等学校跡地に移転した。堀江小学校西学舎（地域分校）は2024年4月に開設された。西学舎開設後はグラウンドは小学校と中学校で共用する。

## 出身者
- 足立光宏 - プロ野球選手
- 上辻修 - プロ野球選手
- 藤井隆 - お笑いタレント
- 湯川英一 - 元セガ専務
- 七森由康 - 元プロ野球選手、中退

## 交通
- Osaka Metro千日前線・長堀鶴見緑地線 西長堀駅 7A出入口より西へ約120m